# 北蘇厄德鎮區 (堪薩斯州斯塔福德縣)
北蘇厄德鎮區（英語：North Seward Township）為美國堪薩斯州斯塔福德縣轄下的鎮區。2010年美国人口普查中此鎮區人口有183人。

## 地理
北蘇厄德鎮區涵蓋總面積為93.1平方（35.94平方英里），其中陸地面積為93.1平方（35.93平方英里），水域面積為0.026平方（0.01平方英里）或0.03%。

## 人口統計
根據2010年美國人口普查，北蘇厄德鎮區人口有183人，其中男性有98人，女性有85人，人口密度為每平方公里1.97人，住房計99戶。鎮區內的白人有180人，非裔美國人有0人，美洲原住民有0人，亞裔美國人有0人，太平洋島裔美國人有0人，其他種族有0人，混血種族則有3人。此外鎮區內有0人為西班牙裔或拉丁裔美國人。此鎮區之年齡中位數為51.1歲，而男性年齡中位數為49.0歲，女性年齡中位數為52.2歲。

## 交通

### 主要公路
- 281號美國國道